# Direitos LGBT na Tunísia

Casamento entre pessoas do mesmo sexo reconhecido por lei
Outros tipo de união ou casamento não-reconhecido
Não reconhecimento de casais homossexuais
Penalidade
Prisão perpétua
Pena de morte

Lésbicas, gays, bissexuais e transgêneros (LGBT) na Tunísia enfrentam desafios legais e discriminação não sofridas por cidadãos não-LGBTs.

## Vida LGBT na Tunísia
| Atividade homossexual permitida                                    | Não. Três anos de detenção. |
| Idade igual de consentimento                                       | Não                         |
| Lei anti-discriminação no emprego                                  | Não                         |
| Lei anti-discriminação no fornecimento de bens e serviços públicos | Não                         |
| Lei anti-discriminação em outras áreas                             | Não                         |
| Casamento entre pessoas do mesmo sexo                              | Não                         |
| Reconhecimento de uniões do mesmo sexo                             | Não                         |
| Adoção por casais do mesmo sexo                                    | Não                         |
| Gays e lésbicas autorizados a servir nas Forças Armadas            | Não                         |
| Direito de mudar de gênero                                         | Não                         |
| Barriga de aluguel comercial para casais do mesmo sexo             | Não                         |
| Homossexuais têm direito a doar sangue                             | Não                         |